# Donje Selo (Šolta)
Donje Selo falu Horvátországban Split-Dalmácia megyében. Közigazgatásilag Šoltához tartozik.

## Fekvése
Splittől 18 km-re délnyugatra, Trogirtól 13 km-re délre, Dalmácia középső részén, Šolta szigetének nyugati részén, a községközponttól 2 km-re nyugatra, a Sridnje polje északnyugati szélén fekszik. Jellegzetes mediterrán, dalmát típusú település szabálytalanul tekergő utcácskákkal, melyek a kőből épített házakhoz és udvarokba vezetnek. Az egyszerű házak közül csak a templom, az iskola és a plébánia épülete tűnik ki. Az újabb lakóházak elsősorban a település szélére épültek.

## Története
Az első ismert itt lakó nép az illírek voltak, akik elsősorban a magaslatokat alakították ki lakóhelyül. Erődített településük áll a településtől délnyugatra emelkedő Gradina nevű magaslaton is, ahol egy négyszögletes alaprajzú épület alapfalai kerültek elő padlómozaik maradványaival. Mivel a szigeten szervezett régészeti feltárás még nem történt, a régészeti emlékek elsősorban a mezőkön végzett munkák során kerülnek elő. A római korból is több használati tárgy és település maradványait találták meg. Ilyen régészeti lelőhely a Donje Selótól nyugatra fekvő Mirine, ahol egy villagazdaság alapfalai találhatók. Az északra található Studenac, valamint a nyugatra fekvő Pod Mihovil, ahol padlómozaik, délnyugatra pedig Svilaja, ahol szarkofágfedél került elő. A kereszténység a 4. század elején jelent meg a szigeten. Ebből a korból származik a mai Szent Ilona templom helyén állt ókeresztény templom maradványa, amely azt bizonyítja, hogy itt már ebben az időszakban is laktak emberek. A település első írásos említése azonban csak 1474-ből származik, „Villa inferior” alakban. 1797-ben a Velencei Köztársaság megszűnésével a település a Habsburg Birodalom része lett. 1806-ban Napóleon csapatai foglalták el és 1813-ig francia uralom alatt állt. Napóleon bukása után ismét Habsburg uralom következett, mely az első világháború végéig tartott. 1857-ben 404, 1910-ben 691 lakosa volt. Az I. világháború után rövid ideig az Olasz Királyság, ezután a Szerb-Horvát-Szlovén Királyság, majd Jugoszlávia része lett. A második világháború idején olasz csapatok szállták meg. Lakossága 2011-ben 159 fő volt, akik a turizmus mellett főként mezőgazdaságból és halászatból éltek.

## Lakosság
| Lakosság változása | Lakosság változása | Lakosság változása | Lakosság változása | Lakosság változása | Lakosság változása | Lakosság változása | Lakosság változása | Lakosság változása | Lakosság változása | Lakosság változása | Lakosság változása | Lakosság változása | Lakosság változása | Lakosság változása | Lakosság változása |
| ------------------ | ------------------ | ------------------ | ------------------ | ------------------ | ------------------ | ------------------ | ------------------ | ------------------ | ------------------ | ------------------ | ------------------ | ------------------ | ------------------ | ------------------ | ------------------ |
| 1857               | 1869               | 1880               | 1890               | 1900               | 1910               | 1921               | 1931               | 1948               | 1953               | 1961               | 1971               | 1981               | 1991               | 2001               | 2011               |
| 404                | 616                | 504                | 649                | 749                | 691                | 801                | 747                | 622                | 628                | 549                | 423                | 291                | 229                | 156                | 159                |

## Nevezetességei
- Szent Márton tiszteletére szentelt plébániatemploma kora középkori eredetű, valószínűleg a település alapításával egyidejűleg épült. Bár az évszázadok során többször átépítették és bővítették, legrégibb részében, a félköríves apszisban máig megőrizte román és gótikus építészeti elemeit.[3] A templom körül ősi temető található.
- A Szent Ilona-templom egy ókeresztény templom[6] alapfalaira épült a 18. században. Egyhajós épület téglalap alakú apszissal, nyugat-keleti tájolással. A homlokzat faragott kőből készült, a tető baldachinos oromzatú. A nyugati főhomlokzat egyszerű bejárattal rendelkezik, kőküszöbökkel, fent egy kerek ablak, a homlokzat tetején pedig harangdúc. Az oltár menzája egy ókeresztény szarkofág, faragott kereszttel. A korai keresztény töredékek az apszis falaiba vannak beépítve. Az ajtótól jobbra egy 1746-ból származó kő keresztelőmedence, horvát nyelvű felirattal, mely Jakov Grković helyi mester munkája.
- Ókori várrom a faluból délnyugatra emelkedő Gradinán.
- Villa rustica maradványai Mirinén, Donje Selótól nyugatra.
- Ókori alapfalak a falutól nyugatra fekvő Pod Mihovilon.

## Kultúra
A településen nagy hagyományai vannak a Szent Márton-kultusznak. Ennek alapja írásban is le van fektetve, de pontos keletkezése ismeretlen. Feltételezések szerint a 19. század elején jegyezte le a település plébánosa a több évszázados hagyományt. Ez a hagyomány szorosan kapcsolódik az európai mártoni örökséghez, melynek Donje Selo egyik nagyon értékes része. A régi hagyomány mai korban különösen átértékelődik kapcsolódva a jubileumi Szent Márton év eseményeihez és az európai Szent Márton nyomában programhoz, mely leggyakrabban a Szent Mártonhoz kötődő helyekre vezető, főként gyalogos zarándoklatok formájában nyilvánul meg. Lelkiekben pedig a krisztusi hitet, az emberi jóságot, a kegyelmet és emberi toleranciát hirdeti. E mozgalomhoz a helyi testvériség házában 2015. július 3-án tartott összejövetelen Donje Selo is csatlakozott.

## Turizmus
A település kikötőjeként fejlődött ki a Donja Krušica-öbölben levő kis halásztelepülés, ahonnan a Donje Seló-i halászok indultak útjukra. Ma már az olaj, a bor és hal szállításán kívül rajta keresztül zajlik a turistaforgalom is. A kikötő mellett mára már üdülőtelep fejlődött ki, ahol évről évre egyre több turistát fogadnak.

## Képgaléria
- A Donja Krušica-öböl
- Utcarészlet
- A plébániatemplom
- Látkép
- A Szent Márton testvériség háza